# Ögínúr járás
Ögínúr járás (mongol nyelven: Өгийнуур сум) Mongólia Észak-Hangáj tartományának egyik járása. Területe 1686 km². Népessége kb. 3086 fő.
Székhelye Dzegsztej (Зэгстэй).